# Balgo (Yargo)
Pour les articles homonymes, voir Balgo.
Balgo est une localité située dans le département de Yargo de la province du Kouritenga dans la région Centre-Est au Burkina Faso.

## Santé et éducation
Le centre de soins le plus proche de Balgo est le centre de santé et de promotion sociale (CSPS) de Yargo tandis que le centre médical avec antenne chirurgicale (CMA) se trouve à Koupéla.
Le village possède une école primaire publique.